# BAT99-98
BAT99-98 là một ngôi sao dạng Wolf-Rayet với khối lượng khoảng 238  lần khối lượng Mặt Trời trong Đám mây Magellan lớn là ngôi sao nặng thứ hai từng được biết đến chỉ sau R136a1.